# Vanessa Rousso
Pour les articles homonymes, voir Rousso.
Vanessa Rousso est une joueuse de poker professionnelle américaine née le 5 février 1983 à White Plains (état de New York). Elle possède également la nationalité française.
Vanessa Rousso joue en ligne sous le nom d'écran LadyMaverick, et a été membre de l'équipe de joueurs professionnels du site PokerStars de 2006 à 2015. Elle est aujourd'hui porte parole du site GoDaddy.com. Depuis ses débuts comme joueuse en 2005, elle a terminé dans de nombreuses places payées en tournois et est devenue un sex-symbol dans le monde du poker.

## Biographie
Vanessa Rousso est la fille de Marc Rousso et Cynthia Bradley originaire de Hobe Sound, en Floride. Sa mère dit à son sujet qu'elle a commencé à parler et à lire à un âge précoce. Née à New York, elle a déménagé avec sa famille en France, pays de son père, alors âgée de 3 ans. Elle a vécu à Paris jusqu'à ses 10 ans, quand sa famille et elle repartent aux États-Unis, dans l'état de New York. Après le divorce de ses parents en 1992, sa mère et elle partent pour la Floride afin d'être plus proches de sa grand-mère maternelle.
Elle s'intéresse tôt aux jeux et devient compétente au Rubik's Cube ainsi qu'aux échecs. Elle s'oriente par la suite vers le poker. Elle est diplômée de l'université Duke, après deux ans et demi d'études en économie et en sciences politique en décembre 2003, elle est à ce jour la seule étudiante de l'université à avoir obtenu son diplôme dans un laps de temps si court. Par la suite elle étudie le droit, c'est durant cette période qu'elle commence à jouer ses premiers tournois de poker.

### Carrière de joueuse
Son premier gain est sur un site de poker en ligne, elle joue un sit and go de 10 joueurs où elle remporte 250 $, ensuite elle parvint à réunir 1 500 $ qui lui permettent de jouer le WSOP circuit à Atlantic City où elle termine 5e sur 195 joueurs et remporte 17 550 $, ce qui lui offre une participation au Five-Star World Poker Classic au casino le Bellagio. Elle a fait de nombreuses apparitions dans des émissions sur ESPN et Travel Channel ainsi que Poker After Dark (en), elle est régulièrement filmée dans les World Poker Tour, elle est connue pour arborer le look casquette et lunette de soleil .
Sa première victoire dans un tournoi professionnel est arrivée lors du No-Limit Hold'em Summer Series à Las Vegas en 2005. Durant les World Series of Poker, elle termine 45e sur 601 joueurs au cours de l’événement 61 le $ 1,000 Ladies No-Limit Texas Hold'em épreuve remportée par l'actrice Jennifer Tilly.

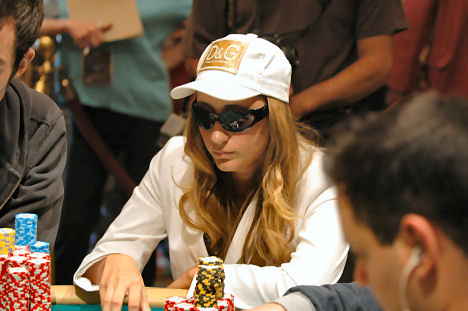
Vanessa Rousso lors du 25000 $ + 500 WPT Championship - No Limit Hold'em en avril 2006

Le 12 février 2006 elle atteint la table finale du $ 1,500 No Limit Hold'em WSOP Circuit elle finit 5e sur 195 joueurs faisant d'elle, à 23 ans et 7 jours la plus jeune joueuse à avoir atteint la table finale de ce tournoi. Par la suite elle rejoint le circuit professionnel au mois d'avril, elle finit classée fin 2006 dans le top 100 mondial. Au cours de cette année, elle multiplie les places payées en tournois avec comme meilleur résultat une 7e place lors du 25 000 $ + 500 WPT Championship - No Limit Hold'em où elle empoche 263 625 $. Quand elle ne joue pas en compétition elle se consacre à ses études de droit.
En 2007, Rousso devient une star montante du jeu, en octobre elle rejoint l'association Poker Players Alliance qui a pour but de faire changer la loi UIEGA (Unlawful Internet Gambling Enforcement (en)) portant sur les restrictions du poker en ligne aux États-Unis interdisant les institutions financières à toute transaction d'argent avec les sites de poker. Son plus gros gain étant survenu lors de l'événement principal des championnats du monde de poker en ligne où elle finit 2e sur 2 998 participants remportant 700 782,50 $,. À ce moment elle compte plus de 1 000 000 $ de gains en tournois.
Aux WSOP 2008, elle finit trois fois dans les places payées, 57e sur 605 participants lors de l'événement 38, le $ 2,000 Pot Limit Hold'em, 44e sur 2693 joueurs lors de l'événement 52, le 1 500 $ No Limit Hold'em, et 625 sur 6844 joueurs lors du Main Event, $ 10,000 No Limit Hold'em.
Aux World Series of Poker 2009, elle est par quatre fois dans l'argent : 27e sur 201 joueurs dans l'événement 2, le 40 000 $ No Limit Hold'em, 17e sur 147 joueurs lors de l'événement 8, le $ 2,500 No Limit 2-7 Lowball Dessiner, 19e sur 770 joueurs lors de l'Événement 31, le $ 1,500 HORSE et 15e sur 275 participants lors de l'évènement 45 le $ 10,000 World Championship Pot Limit Hold'em. Au Main Event, elle est éliminée le jour 2B. En France, elle est l'invité de l'émission de Canal+ stars of poker.
Le 9 janvier 2010, elle remporte le $ 1,000 No Limit Hold'em - Ladies Event Caribbean Adventure organisé par le site pokerstars. Aux World Series of Poker, elle est par deux fois dans les places payées : se classant 421e sur 4345 joueurs lors de l'évènement 3, le $ 1,000 No Limit Hold'em, et est éliminée en quart de finale, gagnant 92 580 $ dans le $ 10,000 Hold'em Championship Heads-Up No-Limit. Le 8 décembre, elle termine 3e sur 438 participants lors du 10,000 $ World Poker Tour No Limit Hold'em Doyle Brunson Five Diamond World Poker Classic remporté par Antonio Esfandiari, elle empoche à cette occasion 358 964 $.
Depuis le début de sa carrière elle a engrangé plus de 3 500 000 $ faisant d'elle la cinquième joueuse mondiale pour ce qui est de l'ensemble des gains accumulés. Elle a terminé dans les places payées à 17 reprises lors des World Series of Poker et a également eu de bons résultats en ligne avec sa deuxième place lors du World Championship of Online Poker.
Vanessa Rousso est militante pour la professionnalisation du poker. En dehors du monde du poker elle a participé à l'émission de téléréalité Big Brother.

## Vie personnelle
Vanessa Rousso a été mariée au joueur professionnel Chad Brown (en) de 2009 à 2012, elle s'est récemment fiancée avec sa petite amie de longue date Mellisa Ouellet,.